# Ikosaeder
Ikosaedern är en polyeder vars yta utgörs av 20 liksidiga trianglar. Ikosaedern är en platonsk kropp och en deltaeder.
En regelbunden ikosaeder har Schläfli-symbolen {\displaystyle \scriptstyle {\left\{3,5\right\}}}.
Många virus har en kapsel formad som en ikosaeder. 
Ikosaeder används för T20-tärningar (även kända som d20-tärningar med engelsk notation) det vill säga tärningar med tjugo sidor. T20:an är en tärning som används vid många rollspel, bland annat Dungeons and Dragons och Drakar och Demoner.